# Acadèmia Quirúrgica Mallorquina
L'Acadèmia Quirúrgica Mallorquina va ser una institució mèdica fundada el 1847 per formar cirurgians i fomentar la cirurgia i el benestar dels que l'exercien, defensant també els interessos professionals dels cirurgians, en un moment de rivalitat amb els metges. Tenia quatre classes de socis: numeraris, que en pagaven les despeses; agregats; corresponents i de mèrit. Cada 8 de setembre se celebrava l'aniversari de la institució a la seva seu, situada a l'Estudi General Lul·lià. A la cerimònia, a més d'un breu parlament realitzat pel president i de la relació d'activitats realitzada pel secretari, es llegia un discurs de banda d'algun membre de l'entitat. D'aquests discursos se n'han conservat 6 entre 1847 i 1863. El primer president va ser Esteve Puget. Deixà d'existir el 1868, integrant-se en la Reial Acadèmia de Medicina.